# Pedra Preta (kommun i Brasilien, Mato Grosso)
Pedra Preta är en kommun i Brasilien.   Den ligger i delstaten Mato Grosso, i den centrala delen av landet, 700 km väster om huvudstaden Brasília. Antalet invånare är 15 693.
Omgivningarna runt Pedra Preta är huvudsakligen savann. Runt Pedra Preta är det mycket glesbefolkat, med 3 invånare per kvadratkilometer.